# Agence matrimoniale
Pour les articles homonymes, voir Agence matrimoniale (homonymie).
Une agence matrimoniale est une entreprise de courtage matrimonial qui met en relation des personnes célibataires, divorcées ou veuves cherchant une relation amoureuse stable pour mariage ou remariage. 
En France, son activité est encadrée par la loi, se distinguant en cela des clubs de rencontres. Les agences matrimoniales peuvent être indépendantes ou franchisées. La mauvaise réputation des agences matrimoniales acquise au cours du XXe siècle laisse le champ libre à la presse matrimoniale puis, face à la stigmatisation qui frappe ces structures et leurs activités, aux sites de rencontre en ligne à la fin du XXe siècle.

## Dans quelques pays du monde occidental

### En France
C'est au tournant des XVIIIe et XIXe siècles que sont apparues les « agences d'affaires », officines qui offraient toutes sortes de services et dont une des branches étaient les agences matrimoniales. Auparavant intervenaient les marieuses et entremetteurs qui n'officiaient dans le « courtage matrimonial » que dans le cadre privé. Le besoin de telles officines est sans doute en partie lié à l'exode rural qui éloigne les jeunes gens des réseaux de connaissances de leur famille, les grandes villes attirant notamment des personnes issues de la bourgeoisie triomphante qui a des vues sur l'ancienne noblesse à laquelle elle n'avait pas accès avant la Révolution,.
Claude Villiaume, ancien soldat de Napoléon qui tente de tuer le futur empereur le 25 octobre 1803, a l'idée dans les années 1810, après son séjour en prison, de proposer des « mariages par affiches », en faisant publier des petites annonces dans la presse. Mais c'est un noble, Charles Henri Napoléon de Foy, qui crée en 1825 la première agence strictement « matrimoniale ». Claire-Lise Gaillard rapporte une estimation de la clientèle annuelle de Monsieur De Foy entre 1840 et 1847 à 942, il est alors le premier acteur de ce marché à Paris. À la fin du XIXe siècle, on estime à 150 le nombre de ce type d'agences à Paris, les plus grandes se rémunérant en prenant 5 à 10 % de la dot, les moins importantes se payant en provisions, honoraires, frais de bureau, ce qui laisse la voie à toutes les escroqueries possibles. La massification de la presse écrite à la fin du siècle s'accompagne d'une généralisation de la pratique de la petite annonce à la quatrième et dernière page. 
Dans les années 1960, d'autres modes de rencontres ont parallèlement gagné leur reconnaissance : il s'agit des petites annonces. Les plus notoires étaient celles du Chasseur Français,. Au début des années 1980, le Minitel donna les premiers prémices de ce que sont aujourd'hui les sites de rencontres sur Internet, qui informatisent les annonces des particuliers, en les rendant interactives et un peu plus sophistiquées, tout en en conservant quelques éléments comme les « autoportraits » succincts en texte libre.

### Au Royaume-Uni et aux États-Unis
L'entrée en jeu d'agences matrimoniales et l'évolution des moyens utilisés sont similaires, mais généralement anticipées de plusieurs décennies, les évolutions de ces sociétés, comme l'exode rural, l'urbanisation et la révolution industrielle commençant là encore plus tôt dans ces pays. La première annonce matrimoniale en Angleterre est ainsi datée de 1692 par l'historienne britannique Helen Berry, dans son étude sur le périodique The Athenian Mercury. Dans la deuxième moitié du XIXe siècle, les annonces matrimoniales, proposant des services d'agences ou sollicitant des rencontres, sont devenues courantes dans la presse, en particulier dans ce qui a été appelée la Penny Press. Le premier service de rencontres par ordinateur est créé en 1964 par la Britannique Joan Ball qui avait commencé par fonder un bureau matrimonial ; Joan Ball précède les premiers services de rencontres par ordinateur américains, comme Operation Match (en) à Harvard. Les pays anglo-saxons ont connu dès les années 1970 plusieurs agences matrimoniales avec des services assistés par ordinateur, telle Dateline, et des annonces utilisant un bulletin board system. Le minitel est une spécificité française. Puis, au milieu des années 1990, les Américains ont pu découvrir une nouvelle étape dans les moyens utilisés avec les sites de rencontres, et en particulier la création par Match.com d'un tel service sur internet. Meetic, en France, démarre en 2001

## Spécificités par pays

### Législation française
Les agences matrimoniales sont soumises en France aux dispositions du décret n°90-422 du 16 mai 1990 « portant application, en ce qui concerne les offres de rencontres en vue de la réalisation d'un mariage ou d'une union stable, de la loi n° 89-421 du 23 juin 1989 relative à l'information et à la protection des consommateurs ainsi qu'à diverses pratiques commerciales ».
Le décret du 16 mai 1990 en faisant directement référence à la loi relative à la protection des consommateurs applique aux contrats les dispositions favorables aux consommateurs[réf. nécessaire].
Les agences matrimoniales sont visées aux dispositions d'ordre public des articles L224-90 à L224-95 ainsi que R224-1 à R224-3 du code de la consommation. L'article L224-93 du code de la consommation dispose entre autres que, pour être légale, chaque annonce doit « [...] préciser le sexe, l'âge, la situation familiale, le secteur d'activité professionnelle et la région de résidence de la personne concernée, ainsi que les qualités de la personne recherchée par elle. Le professionnel doit pouvoir justifier de l'existence d'un accord de la personne présentée par l'annonce sur le contenu et la diffusion de celle-ci ».
Des sanctions de nullités des contrats matrimoniaux sont prévues à l'article L242-32 du code de la consommation (sanction civile de nullité du contrat) et à l'article L242-33 du code de la consommation qui dispose que « Le fait, pour un professionnel, sous prétexte d'une présentation de candidats au mariage ou à une union stable, de mettre en présence ou de faire communiquer des personnes dont l'une est rémunérée par lui, ou se trouve placée, directement ou indirectement, sous son autorité, ou n'a pas effectué de demande en vue du mariage ou d'une union stable, est puni des peines prévues aux articles 313-1 à 313-3 du code pénal. Le fait, pour un professionnel, de promettre d'organiser des rencontres en vue de la réalisation d'un mariage ou d'une union stable avec une personne fictive, est puni des mêmes peines. »
Des amendes spécifiques sont également prévues, dans d'autres cas, pour les infractions réprimées aux articles R242-16 à R242-20 du code de la consommation.